# Studenec na Blokah
Studenec na Blokah je naselje u slovenskoj Općini Bloki. Studenec na Blokah se nalazi u pokrajini Notranjskoj i statističkoj regiji Notranjsko-kraškoj. 

## Stanovništvo
Prema popisu stanovništva iz 2002. godine naselje je imalo 65 stanovnika.